# Ventilago zhengdei
Ventilago zhengdei är en brakvedsväxtart som beskrevs av G.S.Fan. Ventilago zhengdei ingår i släktet Ventilago och familjen brakvedsväxter. Inga underarter finns listade i Catalogue of Life.